# Domenico Fanelli
Domenico Antonio Fanelli (Riccia, 3 luglio 1807 – Teggiano, 14 agosto 1883) è stato un vescovo cattolico italiano.

## Biografia
Nacque a Riccia, in provincia di Campobasso, da Giuseppe e Pulcheria di Lecce. Nel 1820, dopo i primi studi condotti presso un arciprete locale, entrò nel seminario gesuita di Benevento, da cui fu espulso 6 anni più tardi a causa di idee cattoliche liberali che Fanelli appoggiava. Nel 1828 fu riammesso, dopo gli studi di diritto e filosofia. Il 18 settembre 1830 ricevette l'ordinazione sacerdotale dal cardinale Giovanni Battista Bussi, arcivescovo di Benevento. Nel 1833 conseguì la laurea in teologia e in utroque jure, con l'aiuto del vescovo Vincenzo Balsamo.
Nel 1835 ottenne il primo incarico ecclesiastico come vicario generale della diocesi di Capaccio, nominato dal nuovo vescovo Michele Barone, che mantenne fino al 1846, quando ricoprì lo stesso incarico a Manfredonia. Nel 1848 fu incaricato dal papa della divisione della diocesi di Capaccio, troppo vasta e complicata da gestire, anche a causa del comportamento del clero e delle ingerenze dell'arcivescovo di Salerno Marino Paglia.
Il 21 settembre 1850 con la bolla Ex quo imperscrutabili di papa Pio IX  fu eretta la diocesi di Diano; la maggior parte del territorio fu ricavato da quello della diocesi di Capaccio, che l'anno successivo assunse il nome di diocesi di Capaccio e Vallo; porzioni minori furono acquisite dall'arcidiocesi di Salerno (il borgo di Castelluccio Cosentino) e dalla diocesi di Cava (il comune di Sant'Arsenio). Diano, che nel 1882 assunse il nome di Teggiano, era stata in passato, a partire dal 1586 e per lunghi periodi, sede provvisoria dei vescovi di Capaccio.
Il primo vescovo della diocesi fu Valentino Vignone che scelse proprio Fanelli come suo vicario generale. Dopo la morte del vescovo, fu nominato vicario capitolare dai canonici, e durante questo periodo di sede vacante, affrontò il terremoto che colpì anche il Vallo di Diano e un'alluvione che devastò Sala Consilina.
Dopo aver dato buona prova della sua carità nelle due calamità, fu proposto per la nomina vescovile da Ferdinando II, e confermato da papa Pio IX il 27 settembre 1858. Fu consacrato a Roma nella chiesa di San Lorenzo in Panisperna il 3 ottobre 1858, dal cardinale Antonio Maria Cagiano de Azevedo, assistito dall'allora arcivescovo Gustav Adolf von Hohenlohe-Schillingsfürst e dal vescovo Jacques Marie Joseph Baillès.
Durante il periodo dell'Unità d'Italia, diede appoggio alle idee risorgimentali, che gli causarono anche difficoltà nell'amministrazione della diocesi. Morì il 14 agosto 1883.

## Genealogia episcopale
La genealogia episcopale è:
- Cardinale Scipione Rebiba
- Cardinale Giulio Antonio Santori
- Cardinale Girolamo Bernerio, O.P.
- Arcivescovo Galeazzo Sanvitale
- Cardinale Ludovico Ludovisi
- Cardinale Luigi Caetani
- Cardinale Ulderico Carpegna
- Cardinale Paluzzo Paluzzi Altieri degli Albertoni
- Papa Benedetto XIII
- Papa Benedetto XIV
- Papa Clemente XIII
- Cardinale Giovanni Carlo Boschi
- Cardinale Bartolomeo Pacca
- Papa Gregorio XVI
- Cardinale Antonio Maria Cagiano de Azevedo
- Vescovo Domenico Fanelli